# Donum vitae (Verein)
Der eigenständige, bürgerlich-rechtliche Verein donum vitae zur Förderung des Schutzes des menschlichen Lebens e. V. (von lateinisch donum vitae ‚Geschenk des Lebens‘) bietet Schwangerschaftskonfliktberatung in deutschlandweit über 200 Beratungsstellen sowie per Online-Beratung. Er wurde im September 1999 aus den Reihen der Mitglieder des Zentralkomitees der deutschen Katholiken gegründet, nachdem die katholischen Verbände Deutscher Caritasverband und Sozialdienst katholischer Frauen (SKF) sich nicht weiter an der staatlichen Schwangerschaftsberatung beteiligten. Im Gegensatz zu den kirchlichen Beratungsstellen stellt donum vitae Beratungsscheine aus, die nach § 218a Abs. 1 StGB einen Schwangerschaftsabbruch innerhalb einer festgelegten Frist ermöglichen.
Ziel des Vereins ist es nach eigenen Angaben, sich auf der Grundlage des christlichen Menschenbildes für den Schutz des menschlichen Lebens, namentlich den Schutz des Lebens ungeborener Kinder, und für die Würde von Frau, Mann und Kind einzusetzen, was insbesondere durch die kostenfreie Beratung und Hilfe für Frauen in Konfliktsituationen geschehen soll.
donum vitae versteht sich als konfessionell katholisch, zielgerichtet auf das Lebensrecht des ungeborenen Kindes und im Beratungsprozess ergebnisoffen; der Verein handelt aus christlicher Verantwortung, aber nicht mit kirchenamtlicher Anerkennung, also nicht im Namen oder Auftrag der Kirche, wohl aber in der Kirche.
Der Verband hat eine föderale Struktur. Neben dem Bundesverband bestehen 11 Landesverbände und mehr als 60 regionale Trägervereine. Sitz des Vereins ist in Bonn. Gefördert wird er durch die gleichnamige Stiftung „DONUM VITAE – Stiftung deutscher Katholiken zum Schutz des menschlichen Lebens“. Die bayerischen Beratungsstellen werden zu 90 % über staatliche Zuschüsse finanziert.

## Ziele
donum vitae ist von katholischen Christen gegründet und wird gemeinsam mit Christen anderer Konfessionen und Menschen, die ihren Grundsätzen und Zielen zustimmen, getragen. Nach dem Ausstieg der katholischen Bischöfe aus dem gesetzlichen Beratungssystem wurde donum vitae am 24. September 1999 von Laien als eingetragener Verein gegründet, um das katholische Element im System der staatlich anerkannten Schwangerschaftskonfliktberatungen zu erhalten. Die Gründung von donum vitae entspringt der Überzeugung, dass eine verpflichtende, ergebnisoffene, aber zielgerichtete Beratung die beste Möglichkeit ist, um Frauen im Konflikt zu erreichen und ungeborenes Leben zu schützen.

## Beratungsangebot
Der Verein berät jährlich rund 50.000 Frauen in seinen über 200 Beratungsstellen und der Online-Beratung. Im Jahr 2017 fanden rund 53.000 Erstberatungen statt, davon etwa 16.500 (ca. 1/3) Konfliktberatungen nach § 219 Im Unterschied zu den Beratungsstellen der Caritas und des SkF stellen die Beratungsstellen von donum vitae einen Beratungsschein aus. Er bestätigt, dass eine zielgerichtete (auf das Lebensrecht des ungeborenen Kindes) und zugleich ergebnisoffene Beratung stattgefunden hat und ist eine der drei Voraussetzungen (Pflichtberatung, Dreimonatsfrist, ärztliche Durchführung), dass einer Frau nach deutschem Strafrecht (§ 218a Abs. 1 StGB) bei einem Schwangerschaftsabbruch Straffreiheit gewährt wird.
In Bayern wurden im Jahr 2017 24.082 Personen in den Beratungsstellen gezählt, davon 3.308 Personen zur Konfliktberatung, was einem Anteil von 14 % entspricht.
donum vitae ist über die Schwangerschaftskonfliktberatung hinaus auch noch in der Prävention und Sexualaufklärung vom Kindergarten bis in die Berufsschulen engagiert, bietet Trauerbegleitung und psychosoziale Beratung im Zusammenhang mit der Pränataldiagnostik an, berät und begleitet bei einer vertraulichen Geburt und ist in der Flüchtlingsarbeit engagiert.

## Kirchenamtliche Haltung
Die deutschen Bischöfe haben am 20. Juni 2006 erklärt, dass es sich bei donum vitae „um eine Vereinigung außerhalb der katholischen Kirche“ handele. Personen, die im kirchlichen Dienst stehen, wird in dieser Erklärung eine Mitwirkung bei donum vitae untersagt. Gläubige, „die in den kirchlichen Räten und Mitwirkungsgremien sowie den kirchlichen Verbänden und Organisationen Verantwortung übernehmen“, werden ersucht, „zum Zweck der größten Klarheit des kirchlichen Zeugnisses auf eine leitende Mitarbeit in Donum Vitae“ zu verzichten.
Hintergrund der Auseinandersetzung ist der Brief von Papst Johannes Paul II. von 1998 an die deutschen Bischöfe, in dem er sie eindringlich gebeten hat, dafür zu sorgen, dass in den „kirchlichen oder der Kirche zugeordneten Beratungsstellen“ zur Schwangerschaftskonfliktberatung künftig keine Beratungsscheine mehr ausgestellt werden. Denn diesen Beratungsscheinen hafte eine Zweideutigkeit an, insofern sie einerseits eine Beratung zugunsten des Lebensrechtes des ungeborenen Kindes dokumentieren, andererseits aber zugleich neben anderen Bedingungen zur Straffreiheit eines Schwangerschaftsabbruchs führen. Nach Auffassung des Papstes wird dadurch das kirchliche Zeugnis für den Schutz des ungeborenen Kindes glaubwürdiger, weil entschiedener und von keiner Zweideutigkeit verdunkelt. Die deutschen Bischöfe sind dieser Bitte nachgekommen, so dass es seit 2000 keine der katholischen Kirche zugeordnete Beratungsstelle mehr gibt, die die besagten Beratungsscheine ausstellt. donum vitae hält dagegen an der Beratung mit schriftlicher Bestätigung fest, was von der Amtskirche kritisiert wird.
Gegen die Erklärung der deutschen Bischöfe hat sich am 20. Juli 2006 eine Gruppe namhafter Laien, unter ihnen Bernhard Vogel, Hans Maier, Annette Schavan, Walter Bayerlein und Hanna-Renate Laurien, mit einem Zwischenruf zur Erklärung der deutschen Bischöfe zu Wort gemeldet. Darin wird zur Rechtsform von donum vitae klargestellt, dass es sich um einen Verein handle, der nicht mit bischöflicher Anerkennung tätig ist. Allerdings sei donum vitae deshalb keineswegs eine Vereinigung außerhalb der katholischen Kirche, da die meisten Mitglieder engagierte Mitglieder der katholischen Kirche seien.
Auch von wissenschaftlicher Seite ist die bischöfliche Erklärung von 2006 kritisiert worden. Die Regensburger Kirchenrechtlerin Sabine Demel hat festgestellt, dass die Einordnung des Vereins donum vitae als ein Verein „außerhalb“ der Kirche theologisch und rechtlich nicht haltbar sei. Das ergibt sich ihrer Auffassung nach nicht nur aus den vier Grundtypen des kirchlichen Vereinsrechts (vgl. c.215; cc. 298-329 CIC), sondern noch viel grundlegender aus der kirchlichen Lehre vom unverlierbaren Prägemal, das die Taufe verleiht. Denn wegen dieses unverlierbaren Prägemals gelte in der katholischen Kirche seit alters her der Grundsatz: Einmal katholisch – immer katholisch. Eine Vereinigung, die von Katholiken unter Berufung auf ihre Taufsendung und Taufverantwortung zum caritativen Zweck des Schutzes des ungeborenen Lebens und „zur Förderung der christlichen Berufung in der Welt“ (c. 215 CIC) in diesem Bereich des vorgeburtlichen Lebens gegründet sei, könne daher von niemandem außerhalb der Kirche angesiedelt werden. Daran ändere auch die Tatsache nichts, dass die Vereinigungsstrukturen nach weltlichem Recht als ein „eingetragener Verein (= e. V.)“ gestaltet seien.
Die bischöfliche Ablehnung des Vereins schwächt sich seit 2014 ab. So erlaubte nach anfänglichem Widerstand der Regensburger Bischof Rudolf Voderholzer die Teilnahme von donum vitae beim Katholikentag 2014 in Regensburg. Der Vorsitzende der Deutschen Bischofskonferenz, Reinhard Kardinal Marx, hatte im Vorfeld des Katholikentags die Haltung der deutschen Bischöfe gegenüber dem Verein bekräftigt und „wenig Spielraum“ gesehen, fügte jedoch hinzu, Mitarbeiter von donum vitae dürften nicht aus der Kirche ausgegrenzt werden.
2018 hat der Vorsitzende der Deutschen Bischofskonferenz, Kardinal Reinhard Marx, den Verein Donum Vitae positiv gewürdigt und anerkannt, dass sich dieser sich erfolgreich für den Schutz des Lebens einsetzt. Personen, die in einer Schwangerschaftskonfliktberatungsstelle des Donum Vitae e. V. gearbeitet haben, können seitdem wieder in bischöflich anerkannten Schwangerenberatungsstellen beschäftigt werden. Marx’ Nachfolger als Vorsitzender, Bischof Georg Bätzing, würdigte in einer Stellungnahme zum Ende der Frühjahrsvollversammlung der Bischofskonferenz am 2. März 2023 neben den kirchlichen Beratungsstellen auch ausdrücklich die Beratungsstellen von „Donum Vitae“ und sagte, sie seien in derselben Richtung unterwegs wie die kirchlichen, nämlich das Leben zu schützen.

## Kirchenrechtliche Stellung
Der Verein donum vitae ist nach dem kirchlichen Vereinsrecht der römisch-katholischen Kirche ein freier Zusammenschluss „für Zwecke der Caritas“ und „zur Förderung der christlichen Berufung“ (c. 215 CIC) im Bereich des vorgeburtlichen Lebens zu qualifizieren. Er ist kirchenamtlich nicht anerkannt und damit ein kirchlicher, aber nicht-kanonischer Verein. Nach weltlichem Recht ist donum vitae ein eingetragener Verein „e. V.“.

## Bundesvorstand
Im September 2019 wurde folgender Bundesvorstand gewählt:
- Olaf Tyllack (Vorsitzender)
- Angelika Knoll (stellvertretende Vorsitzende)
- Constanze Nattermann (stellvertretende Vorsitzende)

Weitere Vorstandsmitglieder sind Adelheid Wahlen (Berlin), Margareta Meyer (Niedersachsen), Christa Kaluza (Sachsen), Monika Stolz (Baden-Württemberg), Irmgard Klaff-Isselmann (Hessen), Thomas Quast (Nordrhein-Westfalen), Ursula Monheim (Nordrhein-Westfalen) und Bernward Credo (Thüringen). Im November 2022 wurde Julia Seeberg als Nachfolgerin von Hubert Wissing Geschäftsführerin der Bundesgeschäftsstelle.

## Vorstand der Stiftung „DONUM VITAE – Stiftung deutscher Katholiken zum Schutz des menschlichen Lebens“
- Hildegard Müller, Vorsitzende (Berlin)
- Olaf Tyllack, erster stellvertretender Vorsitzender (Rechtsanwalt; München)
- Ursula Monheim, zweite stellvertretende Vorsitzende (ehemaliges MdL von Nordrhein-Westfalen; Leverkusen)
- Rita Waschbüsch (ehemalige Präsidentin des Zentralkomitees der deutschen Katholiken, ehemalige Staatsministerin; Lebach)
- Margareta Meyer